# Single numer jeden w roku 2006 (USA)
Notowanie Billboard Hot 100 przedstawia najlepiej sprzedające się single w Stanach Zjednoczonych. Publikowane jest ono przez magazyn Billboard, a dane kompletowane są przez Nielsen SoundScan w oparciu o cotygodniowe wyniki sprzedaży cyfrowej oraz fizycznej singli, a także częstotliwość emitowania piosenek na antenach stacji radiowych. W 2007 roku 18 singli uplasowało się na szczycie, najwięcej od 1991 roku. Mimo iż 19 piosenek zajęło pozycję 1., utwór "Don't Forget About Us" Mariah Carey nie jest wliczany, gdyż osiągnął najwyższe miejsce już w 2005 roku. 
W 2006 roku osiemnastu artystów po raz pierwszy w karierze uplasowało się na szczycie Billboard Hot 100, w tym m.in.: Akon, James Blunt, Ne-Yo, Daniel Powter, Rihanna, Shakira, Taylor Hicks, Nelly Furtado, Fergie, Justin Timberlake i T.I. Po dwie piosenki Timberlake’a oraz Beyoncé Knowles zajęły miejsca 1. w notowaniu. W 2006 roku osiem utworów nagranych w kolaboracjach stało się singlami numer jeden, łamiąc tym samym rekord z 2003 roku oraz 2004 roku, gdy było ich siedem. 
"Irreplaceable" Knowles spędził najwięcej czasu na miejscu 1. notowania, 10 nieprzerwanych tygodni, począwszy od grudnia 2006 roku do lutego 2007 roku. Singel ten stał się również dwudziestym wśród piosenek, które pozostawały na szczycie co najmniej 10 tygodni. Innymi utworami, które spędziły kilka tygodni na liście były "SexyBack" Timberlake’a (7 tygodni) oraz "Promiscuous" (6 tygodni) Nelly Furtado. Po pięć tygodni na pozycji 1. spędziły również "Check on It" Beyoncé i "Bad Day" Powtera.
"Bad Day" Powtera był najpopularniejszym utworem roku i umieszczony został na czele listy Top Hot 100 Hits of 2006, podsumowującej cały rok w muzyce. Piosenka "Hips Don't Lie" Shakiry stała się jej pierwszym singlem numer jeden w Stanach Zjednoczonych. Została ona również pierwszą kolumbijską artystką, której utwór uzyskał 1. miejsce Billboard Hot 100. W 2006 roku Furtado i Powter byli jedynymi Kanadyjczykami, których piosenki znalazły się w notowaniu. 

## Historia notowania

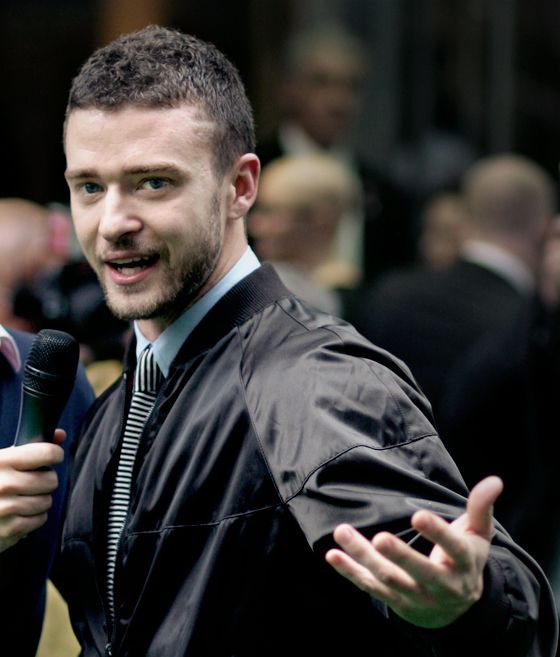
Justin Timberlake wydał swój pierwszy singel numer jeden w Stanach Zjednoczonych, "SexyBack", który pozostawał na szczycie listy przez siedem nieprzerwanych tygodni.

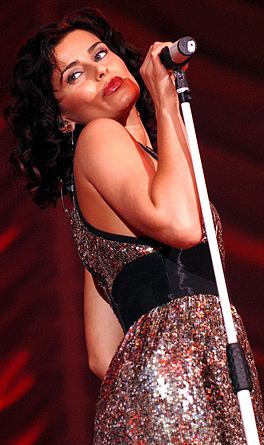
Nelly Furtado po raz pierwszy uplasowała się na szczycie Billboard Hot 100 z "Promiscuous". Piosenka pozostawała na 1. miejscu przez siedem nieprzerwanych tygodni.

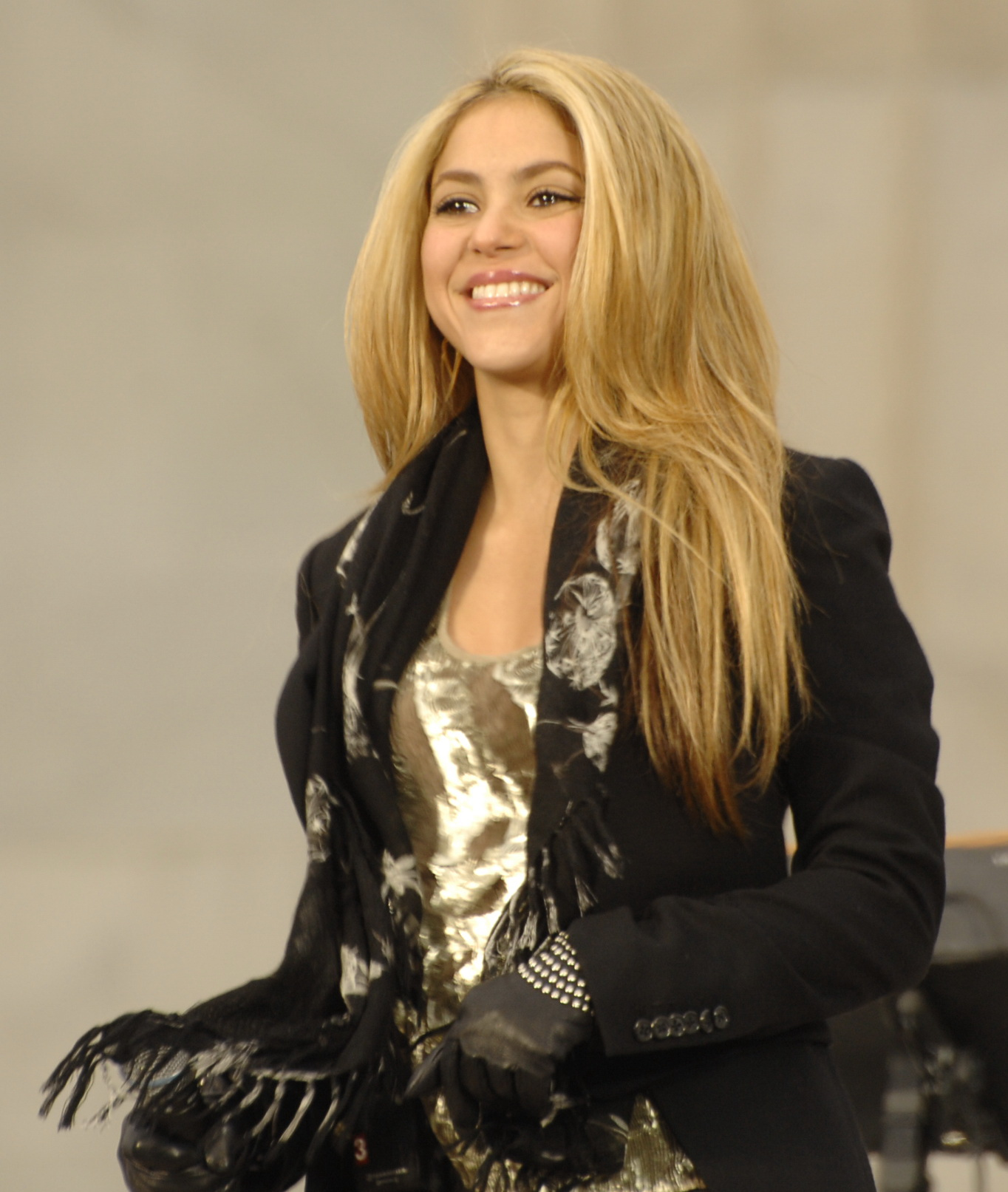
"Hips Don't Lie" Shakiry stał się jej pierwszym utworem, który zajął pozycję 1. w Stanach Zjednoczonych. Stała się ona tym samym pierwszą w historii Kolumbijką, która uplasowała się na czele Billboard Hot 100.

| Data publikacji | Piosenka                | Artysta                                   | Źródła        |
| --------------- | ----------------------- | ----------------------------------------- | ------------- |
| 7 stycznia      | "Don't Forget About Us" | Mariah Carey                              | [ 10 ]        |
| 14 stycznia     | "Laffy Taffy"           | D4L                                       | [ 11 ]        |
| 21 stycznia     | "Grillz"                | Nelly featuring Paul Wall, Ali i Big Gipp | [ 12 ]        |
| 28 stycznia     | "Grillz"                | Nelly featuring Paul Wall, Ali i Big Gipp | [ 13 ]        |
| 4 lutego        | "Check on It"           | Beyoncé featuring Slim Thug               | [ 14 ]        |
| 11 lutego       | "Check on It"           | Beyoncé featuring Slim Thug               | [ 15 ]        |
| 18 lutego       | "Check on It"           | Beyoncé featuring Slim Thug               | [ 16 ]        |
| 25 lutego       | "Check on It"           | Beyoncé featuring Slim Thug               | [ 17 ]        |
| 4 marca         | "Check on It"           | Beyoncé featuring Slim Thug               | [ 18 ]        |
| 11 marca        | "You’re Beautiful"      | James Blunt                               | [ 19 ] [ 20 ] |
| 18 marca        | "So Sick"               | Ne-Yo                                     | [ 21 ]        |
| 25 marca        | "So Sick"               | Ne-Yo                                     | [ 22 ]        |
| 1 kwietnia      | "Temperature"           | Sean Paul                                 | [ 23 ]        |
| 8 kwietnia      | "Bad Day"               | Daniel Powter                             | [ 24 ]        |
| 15 kwietnia     | "Bad Day"               | Daniel Powter                             | [ 25 ]        |
| 22 kwietnia     | "Bad Day"               | Daniel Powter                             | [ 26 ]        |
| 29 kwietnia     | "Bad Day"               | Daniel Powter                             | [ 27 ]        |
| 6 maja          | "Bad Day"               | Daniel Powter                             | [ 28 ]        |
| 13 maja         | "SOS"                   | Rihanna                                   | [ 29 ]        |
| 20 maja         | "SOS"                   | Rihanna                                   | [ 30 ]        |
| 27 maja         | "SOS"                   | Rihanna                                   | [ 31 ]        |
| 3 czerwca       | "Ridin'"                | Chamillionaire featuring Krayzie Bone     | [ 32 ]        |
| 10 czerwca      | "Ridin'"                | Chamillionaire featuring Krayzie Bone     | [ 33 ]        |
| 17 czerwca      | "Hips Don't Lie"        | Shakira featuring Wyclef Jean             | [ 34 ]        |
| 24 czerwca      | "Hips Don't Lie"        | Shakira featuring Wyclef Jean             | [ 35 ]        |
| 1 lipca         | "Do I Make You Proud"   | Taylor Hicks                              | [ 36 ] [ 37 ] |
| 8 lipca         | "Promiscuous"           | Nelly Furtado featuring Timbaland         | [ 38 ]        |
| 15 lipca        | "Promiscuous"           | Nelly Furtado featuring Timbaland         | [ 39 ]        |
| 22 lipca        | "Promiscuous"           | Nelly Furtado featuring Timbaland         | [ 40 ]        |
| 29 lipca        | "Promiscuous"           | Nelly Furtado featuring Timbaland         | [ 41 ]        |
| 5 sierpnia      | "Promiscuous"           | Nelly Furtado featuring Timbaland         | [ 42 ]        |
| 12 sierpnia     | "Promiscuous"           | Nelly Furtado featuring Timbaland         | [ 43 ]        |
| 19 sierpnia     | "London Bridge"         | Fergie                                    | [ 44 ]        |
| 26 sierpnia     | "London Bridge"         | Fergie                                    | [ 45 ]        |
| 2 września      | "London Bridge"         | Fergie                                    | [ 46 ]        |
| 9 września      | "SexyBack"              | Justin Timberlake                         | [ 47 ]        |
| 16 września     | "SexyBack"              | Justin Timberlake                         | [ 48 ]        |
| 23 września     | "SexyBack"              | Justin Timberlake                         | [ 49 ]        |
| 30 września     | "SexyBack"              | Justin Timberlake                         | [ 50 ]        |
| 7 października  | "SexyBack"              | Justin Timberlake                         | [ 51 ]        |
| 14 października | "SexyBack"              | Justin Timberlake                         | [ 52 ]        |
| 21 października | "SexyBack"              | Justin Timberlake                         | [ 53 ]        |
| 28 października | "Money Maker"           | Ludacris featuring Pharrell               | [ 54 ]        |
| 4 listopada     | "Money Maker"           | Ludacris featuring Pharrell               | [ 55 ]        |
| 11 listopada    | "My Love"               | Justin Timberlake featuring T.I.          | [ 56 ]        |
| 18 listopada    | "My Love"               | Justin Timberlake featuring T.I.          | [ 57 ]        |
| 25 listopada    | "My Love"               | Justin Timberlake featuring T.I.          | [ 58 ]        |
| 2 grudnia       | "I Wanna Love You"      | Akon featuring Snoop Dogg                 | [ 59 ]        |
| 9 grudnia       | "I Wanna Love You"      | Akon featuring Snoop Dogg                 | [ 60 ]        |
| 16 grudnia      | "Irreplaceable"         | Beyoncé                                   | [ 61 ]        |
| 23 grudnia      | "Irreplaceable"         | Beyoncé                                   | [ 62 ]        |
| 30 grudnia      | "Irreplaceable"         | Beyoncé                                   | [ 63 ]        |